# ProDOS
ProDOS – system operacyjny stworzony dla komputerów serii Apple II, firmy Apple Computer (obecnie Apple Inc.). Od wprowadzenia modelu Apple IIGS dla którego opracowano wersję ProDOS16, poprzednie wersje są nazywane ProDOS8.